# Gnetum cuspidatum
Gnetum cuspidatum är en kärlväxtart som beskrevs av Carl Ludwig von Blume. Gnetum cuspidatum ingår i släktet Gnetum och familjen Gnetaceae. Inga underarter finns listade i Catalogue of Life.